# Rapport minoritaire (nouvelle)
Pour les articles homonymes, voir Rapport minoritaire.
Rapport minoritaire (titre original : The Minority Report) est une nouvelle de science-fiction de Philip K. Dick publiée pour la première fois en janvier 1956. 
La nouvelle a été adaptée au cinéma par Steven Spielberg en 2002 sous le titre Minority Report.
L'histoire se déroule dans une société où les meurtres peuvent être prédits grâce à des mutants doués de précognition : les « précogs ». Au nombre de trois, ces mutants ont une vision souvent convergente des crimes devant advenir. Il arrive cependant que l'une de ces trois visions soit en désaccord avec les deux autres, d'où le titre (commun à la nouvelle et au film) de « rapport minoritaire ».
Paradoxes et réalités conditionnelles commencent à émaner de ces précogs lorsque le chef de la police reçoit une précognition révélant qu'il tuera prochainement un homme qu'il n'a jamais rencontré ni connu. 

## Précrime
Fondée 30 ans avant le début de l'histoire, Précrime est donc un organisme qui empêche l'accomplissement des crimes à venir par l’arrestation des personnes qui les auraient commis. Cette méthode a remplacé le système traditionnel de la découverte de crimes et de leurs auteurs, statuant alors une condamnation pour acte établi et réalisé. Comme le dit l'un des personnages dans l'introduction de l'histoire, « la punition n’a jamais constitué un moyen de dissuasion et n'apporte qu'un mince réconfort à une victime déjà morte ». À l'inverse du film, la version écrite de Précrime de la nouvelle de Philip K. Dick  tente d'empêcher toute intention de délits, non seulement les meurtres. Comme le dit John Anderton (le fondateur de Précrime), « Précrime a fait reculer le crime de quatre-vingt dix-neuf virgule huit pour cent ».

## Analyse
L'histoire tente de sensibiliser le monde aux dangers d'une paix d'après-guerre puissante et longue. Comme de nombreux récits traitant de la connaissance d’événements futurs, Rapport minoritaire pose la question du libre-arbitre humain.

## Adaptation
En 2002, la nouvelle a été adaptée au cinéma par Steven Spielberg sous le titre Minority Report. Une série fut ensuite créée pour la télévision américaine par Max Borenstein en 2015.

## Publication
La nouvelle a initialement été publiée dans la revue Fantastic Universe en janvier 1956. Elle est ensuite publiée dans le recueil The variable man and other stories en 1957 au côté de quatre autres nouvelles.
Elle parait en France pour la première fois dans le recueil L'Homme variable en 1975 dans une traduction de Mary Rosenthal. Ce recueil ne reprend que trois des cinq nouvelles initialement parues dans la version américaine.
La nouvelle est rééditée plusieurs fois et a été plusieurs fois traduite.
- Dans L'Homme variable, traduction de  Mary Rosenthal, Librairie des Champs-Élysées, coll. Le Masque Science-fiction no 31, 1975  (ISBN 2-7024-0430-8)
- Dans Le Père truqué, 10/18 (Union générale d'éditions, UGE), coll. Domaine étranger no 2012, 1989  (ISBN 2-264-01337-0)
- Dans Nouvelles 1953-1963, traduction de  Mary Rosenthal, Denoël, coll. "Présences" no 35, 690 pages, 1997  (ISBN 2-207-24452-0)
- Dans Nouvelles, tome 2 / 1953-1981, traduction de Hélène Collon, Denoël, coll. Lunes d'encre no 16, 1392 pages, 2000  (ISBN 2-207-25175-6); réédition en 2006  (ISBN 2-207-25871-8)
- Dans Minority Report, traduction de Hélène Collon, Gallimard, coll. Folio SF no 109, 2002  (ISBN 2-07-042606-8); réédité sous le titre Total Recall en 2012  (ISBN 978-2-07-044890-6)